# Neurofilament

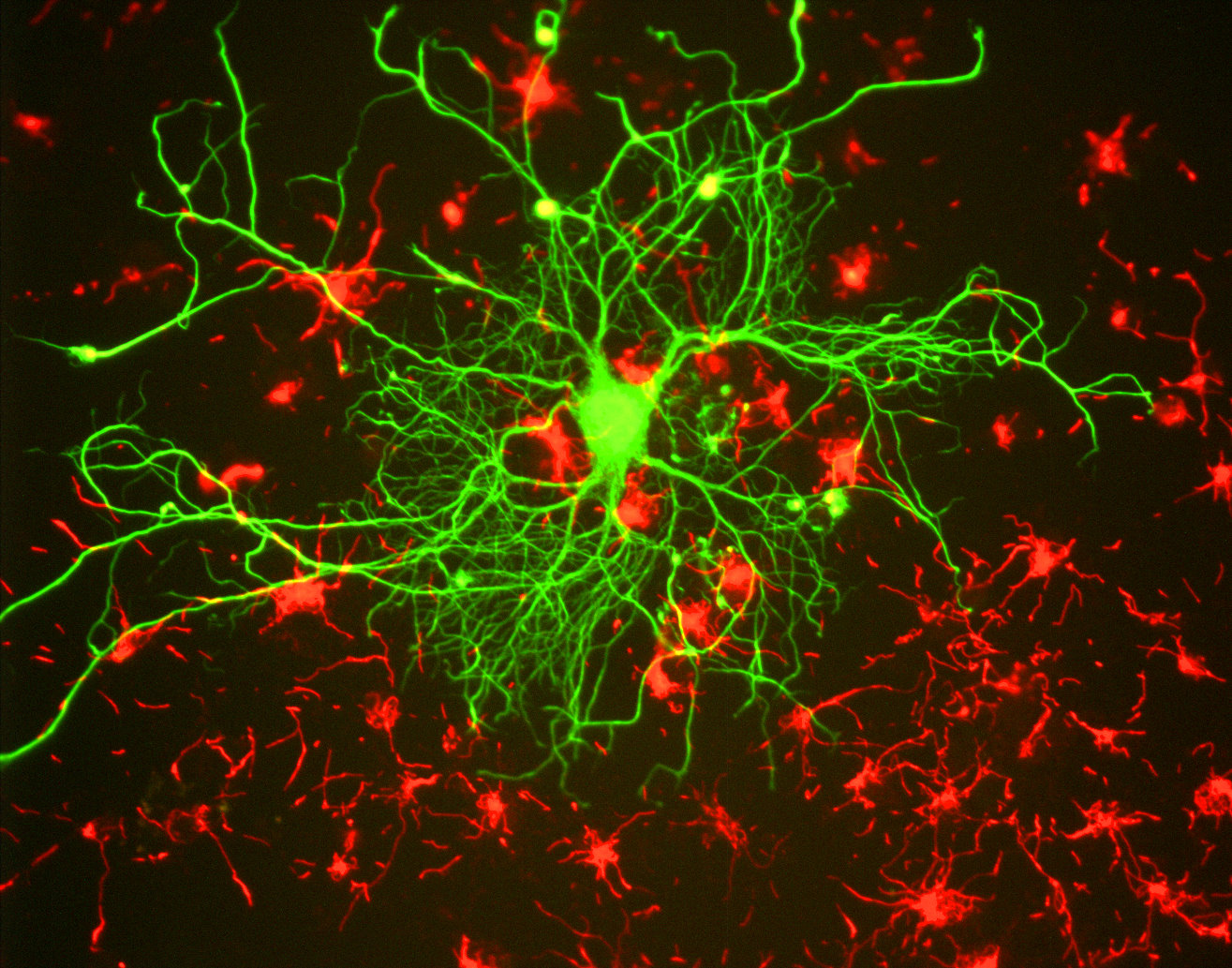
Hjärnceller från råtta som odlats fram i vävnadsodling och sedan färgats med antikroppar mot neurofilament, i grönt, som visar en stor neuron. Bild med tillstånd av EnCor Biotechnology Inc.

Neurofilament (NF) är en typ av intermediärfilament som finns i cytoplasman i neuroner. Neurofilamentprotein bildar polymerer som mäter 10 nm i diameter och kan bli många mikrometer i längd. Tillsammans med mikrotubuli (~ 25 nm) och mikrofilament (7 nm) utgör neurofilament en del av det neuronala cytoskelettet. De tros fungera främst för att ge strukturellt stöd för axoner och för att reglera axondiameter, vilket påverkar nervledningshastigheten.